# Cratofania
(Mircea Eliade)
Il termine cratofania è una parola composta dal greco antico κράτος, krátos, forza, potenza o dominio (come il suffissoide "-crazia" in burocrazia, democrazia, plutocrazia e teocrazia), e da φάνεια, pháneia, manifestazione o apparizione (come il suffissoide "-fania" in teofania, epifania e ierofania). Indica un atto di potenza, una manifestazione di forza ricondotte nella sfera del religioso o del sovrumano. Dunque una taumaturgia, un miracolo, un prodigio, un evento che, a seconda delle interpretazioni, oscilla fra il soprannaturale e il paranormale.
Dovrebbe essere lecito considerarla sinonimo di ierofania e distinguerla da agiofania (in inglese hagiophany) qualora s'accettasse la distinzione fra da un lato il greco antico hierós, sacro e sacrificio come sacri-ficare, e dall'altro lato il greco antico hágios come in agiografia, ossia come santo e santità (appunto non sacrificale ma san[t]a e san[t]ità). Invece nella lingua latina sacer e sanctus condividono la stessa radice etimologica da "sancire".
D'altronde fin qui è largamente prevalsa l'idea che sia santo esclusivamente colui che ha saputo «praticare le virtù in modo eroico», ossia proprio sacrificale. Così lo stesso concetto di salvezza ha senso prioritariamente etico, il Sommo Bene, invece dell'"estesia" nell'accezione originaria, edonisticamente massimale della parola, la felicità suprema.